# Cassone

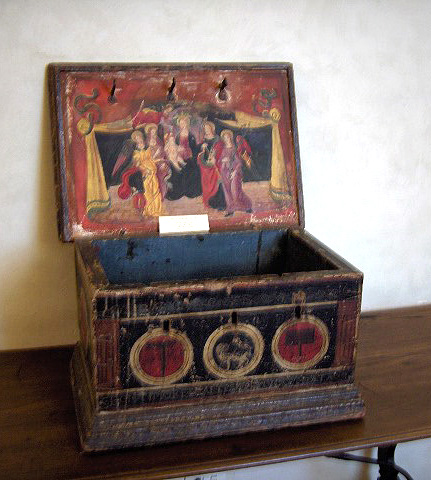
Cassone au Palazzo Vecchio de Florence, salle d'Hercule.

Un cassone  (ou coffano, ou forziere ; au pluriel, cassoni) est un élément du mobilier médiéval florentin utilisé jusqu'à la Renaissance artistique, où il devient prétexte à des peintures décoratives.
Souvent, ce sont seulement les panneaux figurés qui nous sont parvenus, détachés du reste de la structure du coffre, leur fonction d’origine se devinant par leur format en longueur (jusqu'à 1,70 m).

## Définition
C'est un coffre de mariage d'apparat que le futur mari commande et fait décorer par un artiste, sur le panneau avant et l'intérieur du couvercle (qui se révèle ouvert) pour que la future mariée y range une partie de sa dot et qui est destiné à orner la chambre nuptiale. Ce coffre de rangement faisait partie des éléments essentiels du mobilier jusqu'à la fin XVIe siècle avant d'être progressivement supplanté par la commode. On les trouvait parfois par paire, avec les armoiries des époux. On plaçait les coffres contre un mur de pièces privées, le plus souvent la chambre à coucher, ou emboîtés dans les côtés de grands lits. Ils pouvaient aussi servir de banquettes, recouvertes de coussins. Comme les cassoni reflétaient le statut social et les goûts de leurs propriétaires, ils étaient régulièrement ornés selon diverses techniques décoratives, incrustations, sculptures, stucs dorés, images peintes. Un motif décoratif fréquent est la Fontaine de vie.
Après l'usage des scènes mythologiques, chevaleresques ou bibliques, la peinture florentine y placera les premiers nus, à l'intérieur, dans l'intimité de sa contemplation.
Destiné officiellement à rappeler la morale du mariage, ces peintures peuvent avoir un effet contraire, ce que dénoncera Savonarole :

« Ainsi la jeune mariée chrétienne apprend davantage sur les ruses de Mars et de Vulcain que sur les délicieux martyres des femmes saintes racontés dans les 2 Testaments […] En conséquence, on alluma des feux sur les places publiques avec les cassoni de ce genre. »

## Dispositif pictural

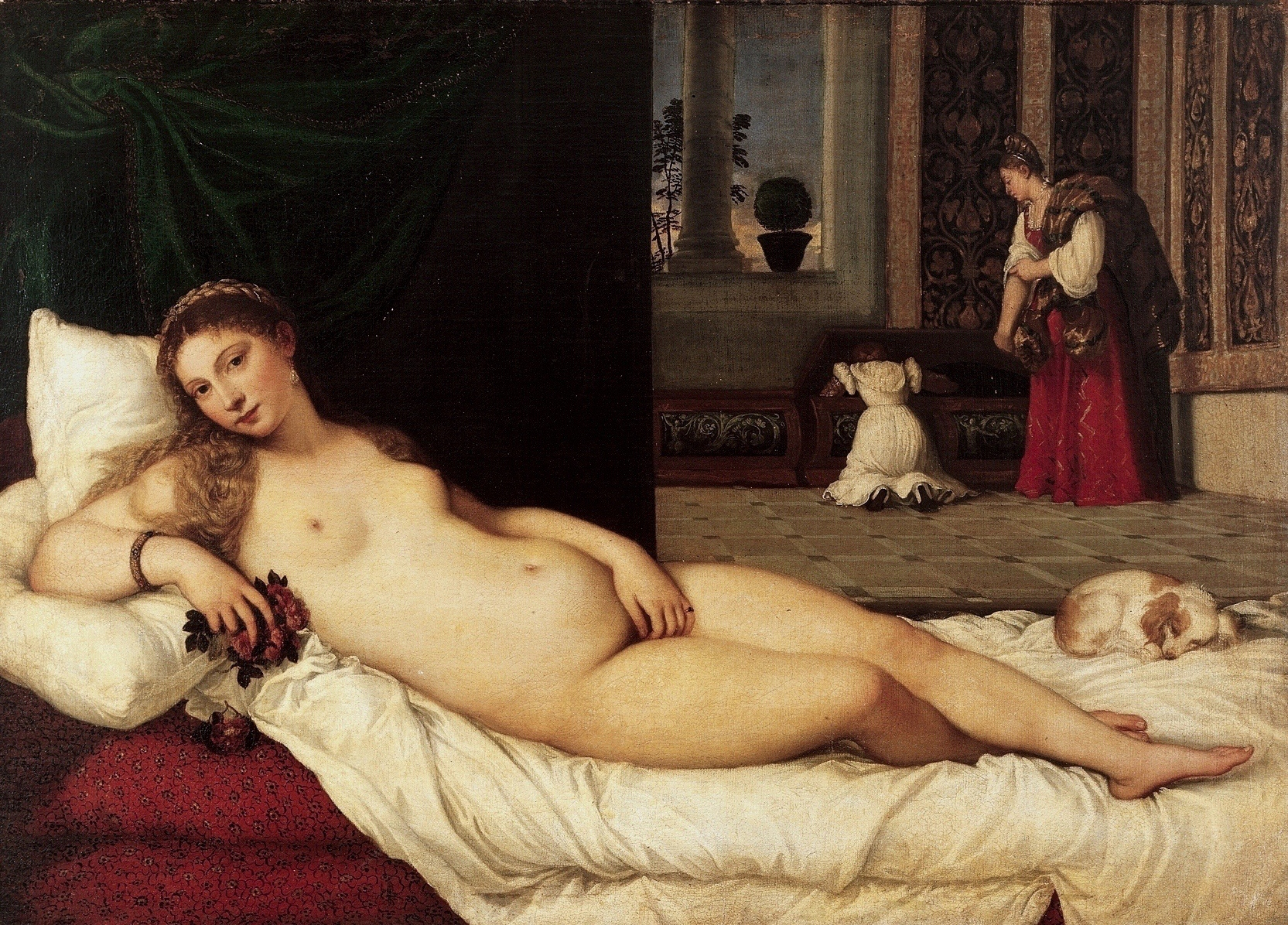
Dans la Vénus d'Urbin du Titien, le tableau contient,
et le nu au premier plan
et le coffre de mariage ouvert, au fond à droite

La figuration du front du meuble et celle de l’intérieur du couvercle s'opposent :  Le panneau extérieur porte une scène narrative ou allégorique, souvent perspective, où les personnages sont peints en pied. 
Quand la peinture de nu s'intègre dans l'intérieur du couvercle, au Quattrocento, le personnage représenté (homme habillé ou femme nue) est une figure allongée, à demi couchée, qui occupe seule l'intégralité du panneau et le point de vue passe du général au rapproché dans un cadrage serré.
- Revers de couvercle de forziere avec Pâris, bois peint, 58 cm x 177 cm, Florence, Musée de la Fondation  Horne.
- Revers de couvercle de coffre, école florentine, Victoria and Albert Museum de Londres.
- femme nue du cassone de l’Art Gallery de la Yale University.

### LaVénus d'Urbindu Titien
La Vénus d'Urbin du Titien, dans l’interprétation qu’en offre Daniel Arasse, expose dans un même  tableau, ces deux plans reliés par une « dialectique précise qui attribue à chaque zone des valeurs opposées et complémentaires  : l’espace du repos (où domine l’horizontale) et celui de l’action (ponctué de verticales) ».
En effet on peut y voir, à la fois :
- La scène du coffre de mariage ouvert par la servante en présence de sa maîtresse (en haut à droite du tableau),
- La figure féminine nue en position allongée demi couchée, dans la partie inférieure gauche du tableau.
- Une discontinuité perspective entre les deux scènes (lit plus bas que le sol, rupture verticale du rideau s'interrompant sans raison, incongruité de l'exposition nue dans la chambre visitée par ses occupants habituels...)

## Auteurs reconnus de panneaux decassoni

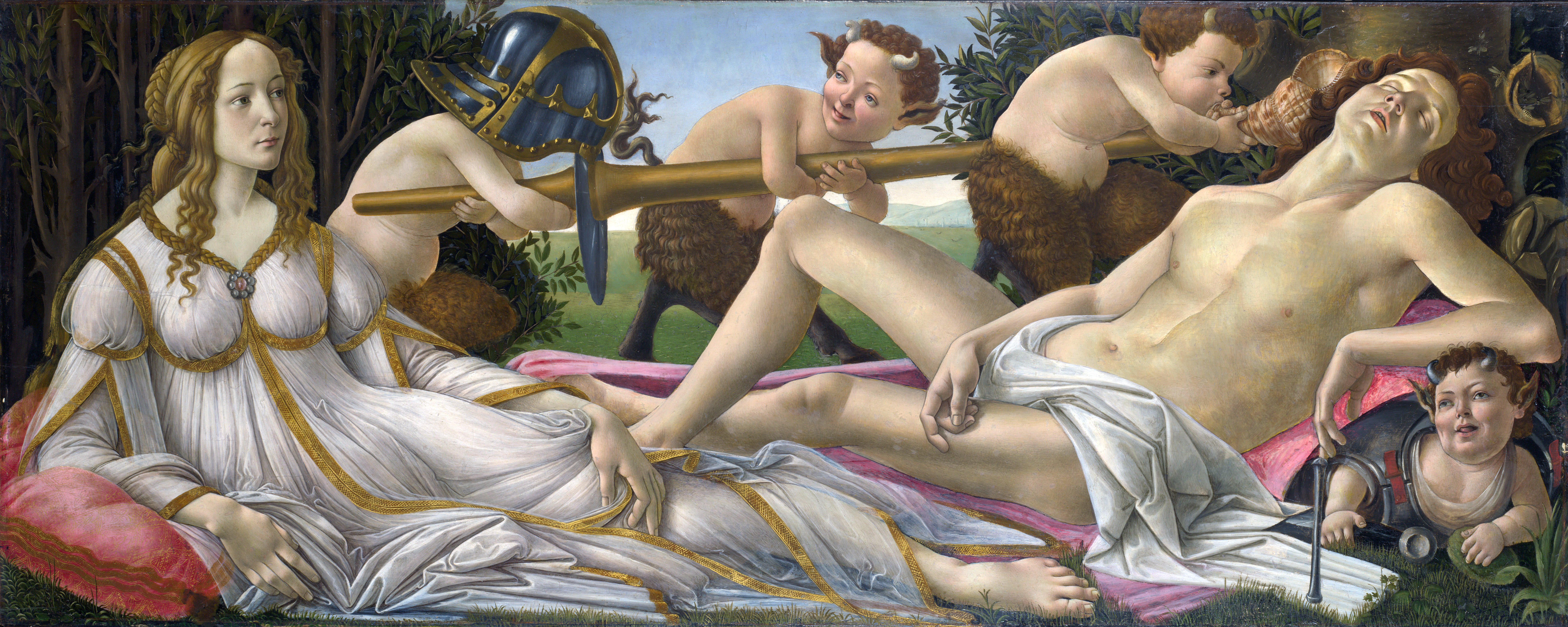
Vénus et Mars de Botticelli, panneau de cassone (révélé par ses proportions : 69 cm × 173,5 cm).

- Bartolomeo da Urbino : Les Noces de Thétis et de Pélée  et  Le Cortège de Thétis, panneaux de cassoni démembrés et dispersés, musée du Louvre, Paris
- Filippino Lippi et Sandro Botticelli : Scènes de l'histoire d'Esther , paire de cassoni dispersés en 6 panneaux :
  - Esther choisie par Assuerus, Musée Condé, Chantilly, avec deux panneaux latéraux au musée des beaux-arts du Canada et au musée Horne
  - au musée du Louvre, Trois scènes de la vie d'Esther, avec deux panneaux latéraux au Palazzo Pallavicini Rospigliosi et au musée des beaux-arts du Canada
- Botticelli : 
  - Scènes de la vie de saint Zénobe, provenant probablement d'un cassone
  - Vénus et Mars, panneau de cassone pour la célébration du mariage de Simonetta Vespucci et Julien de Médicis[réf. nécessaire]
- Liberale da Verona (~1445, ~1529)
- Jacopo del Sellaio (1442 - 1493) : 
  - Il convito di Assuero, Il trionfo di Mardocheo, aux Offices de Florence,
  - La riconciliazione fra Romani e Sabini, à la Johnson Collection de Philadelphie.
  - Cassone Nerli et cassone Morelli, scènes de bataille, tempera sur bois, or sur cuir (1472) du coffre de mariage avec Zanobi di Domenico pour le mariage de Donna Vaggia di Tanai di Francesco di Nerli avec Lorenzo di Matteo di Morello,   Courtald Gallery, Londres
- Apollonio di Giovanni (1417 - 1465) qui tient un atelier de cassoni florentins avec  Marco del Buono Giamberti (1402 - 1489) :
  - panneau de cassone pour la famille Strozzi : La conquête de Trebizond, sur la Mer Noire, par les Ottomans du Sultan Mehmed II le 14 août, 1461 .
- Francesco di Stefano Pesellino (1422 - 1457), deux cassoni avec une scène de tribunal d'après le Décaméron de Boccace, à Bergame (Accademia Carrara)

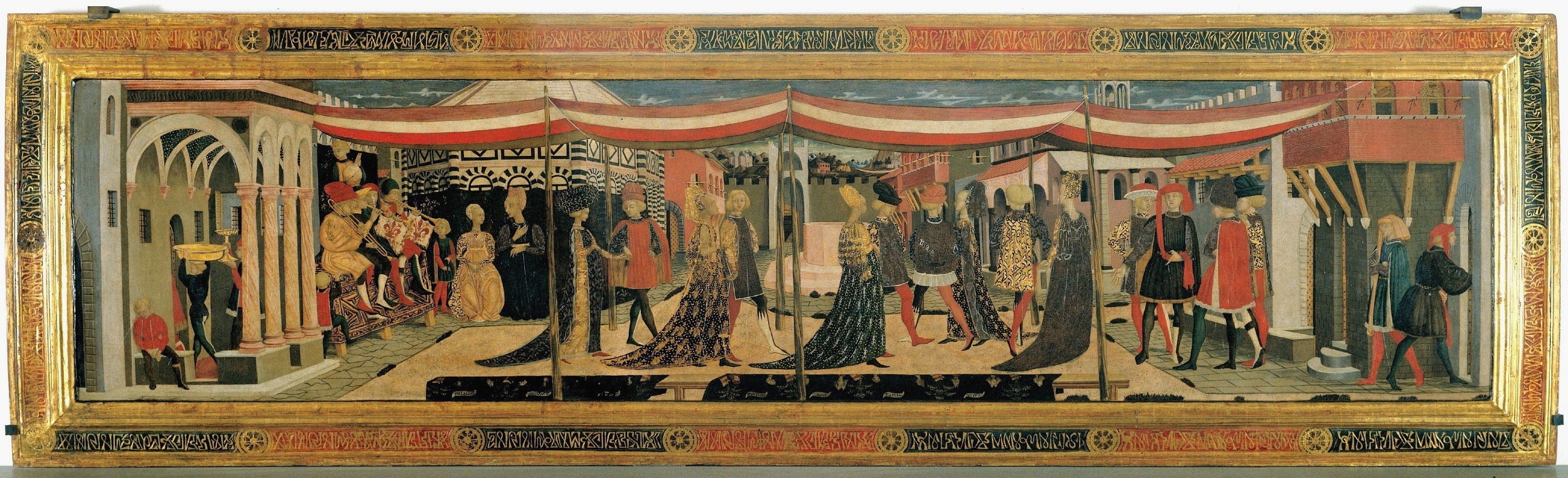
Cassone Adimari, panneau extérieur représentant une scène de la fête place du Duomo à Florence.

- Lo Scheggia, frère de Masaccio : Cassone Adimari et Scène de bataille (panneau frontal de cassone, 1450-1475)[8]
- Le Riccio (~1500 - ~1573)
- Guidoccio Cozzarelli : Tarquin et Lucrèce,  Le Retour d'Ulysse
- Maestro della Crocifissione Grigg pseudonyme de Giovanni Toscani de Florence.

Dans les musées
- Panneau détaché de son coffre d’origine qui aurait pour auteur Maso Finiguerra ou Lo Scheggia, musée du Petit Palais (Avignon) (avec les Histoires de Suzanne ou de Céphale et Procris).
- Cortège de Noces sur cassone, Galleria dell'Accademia de Florence
- Au musée national du Bargello, un cassone renseigne sur l'aspect de Florence au XVe siècle : il s'agit d'une procession où le baptistère est représenté avant l'installation des célèbres portes de bronze.
- Au palais Davanzati de Florence, ensembles d'intérieurs du XVe siècle.

## Auteurs anonymes

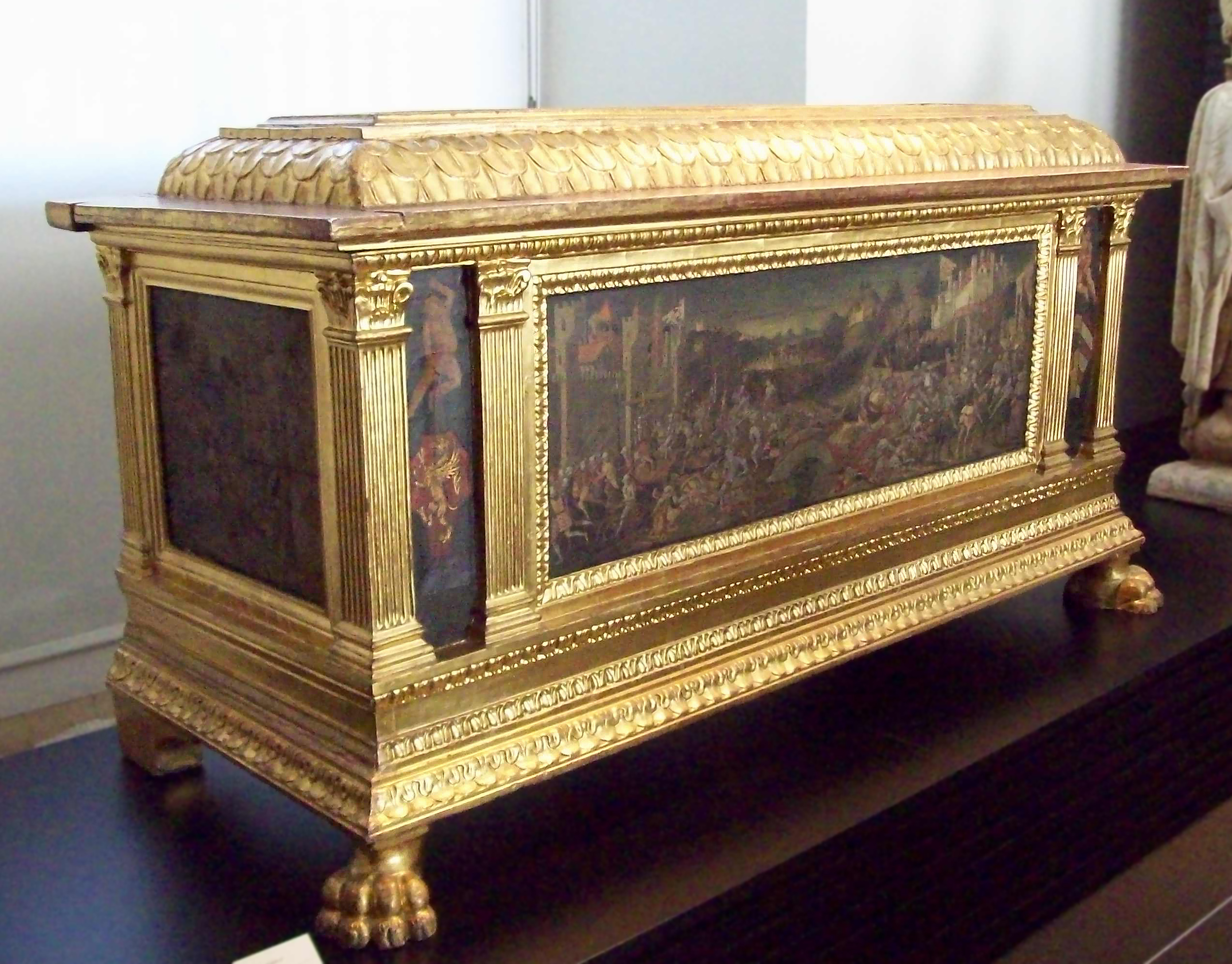
Cassone de la Bataille d'Anghiari (M.A.N., Madrid)

Certains ne seront nommés que par ces œuvres particulières, les seules que l'on peut leur attribuer :
- Maestro del Cassone degli Adimari probablement Lo Scheggia[9]
- Maître de Lecceto, l’Histoire de Didon et celle de Lucrèce et Collatin, musée du Petit Palais (Avignon)
- Maestro dei Cassoni Campana (Florence) XVIe siècle,  4 panneaux de coffres de mariage relatant la légende de Minos, Pasiphaé et Thésée, au musée du Petit Palais d'Avignon[10],[11] :
  - Les Amours de Pasiphaé (182 cm x 69 cm)
  - la Prise d'Athènes par Minos (183 m x 69 cm)
  - Thésée et le Minotaure (155 cm x 69 cm)
  - Ariane à Naxos (155 cm x 69 cm)
- Coffre avec des scènes courtoises. Région de l’Adige, milieu du XVe siècle. Paris, musée des arts décoratifs
- Coffre avec des scènes courtoises. Art de l’Italie du Nord, XVe siècle. musée du Louvre, collection Arconati-Visconti
- Coffre avec des scènes courtoises. Venise, vers 1450. Londres, Victoria and Albert Museum
- Coffre avec des scènes courtoises. Région de l’Adige, XVe siècle. Berlin, musée des Arts décoratifs (disparu depuis 1945).
- Coffre avec une scène de la bataille d'Anghiari (1440). Florentin, seconde moitié du XVe siècle. Madrid, musée archéologique national

## Objets complémentaires
Sont à noter les objets complémentaires,  le tableau de mariage et, suite logique au déroulement des noces,  ceux composant I'ensemble d'accouchement, offert à la mère à l'occasion de la délivrance lors de la naissance du premier enfant du couple (primogenito), le desco da parto, ...

## Réhabilitation du coffre de mariage
Dans les années 1850, des vendeurs d'œuvres d'art comme William Blundell Spence, Stefano Bardini et Elia Volpi firent confectionner des coffres néo-Renaissance avec Stefano Bardini et Elia Volpi par les artistes florentins Antonio Ponziani et Luigi Frullini, pour mettre en valeur les panneaux détachés de  cassone pour leurs clients.

### Source
- Pierre Sauzeau, Université Paul-Valéry, Montpellier 3